# Hiro G2H
Хіро G2H (англ. Hiro G2H) — серійний бомбардувальник Імперського флоту Японії 30-х років 20 століття. Прийнятий на озброєння з повною назвою «Штурмовик наземного базування Тип 95» (яп. 九五式陸上攻撃機, Кюґо-шікі Рікуджьо: Коуґекі кі).

## Історія створення
Відповідно до Вашингтонського морського договору про роззброєння ВМС від 1922 року флот Японії був обмежений порівняно з флотами Великої Британії та США. Не бажаючи миритись з цими обмеженнями, флот став розглядати важку ударну авіацію як альтернативу кораблям. У 1932 році відповідно до технічного завдання «7-Ші» були сформульовані вимоги на розробку морського бомбардувальника-шутрмовика, здатного подолати 2000 миль з бомбовим навантаженням 2 тонни. Оскільки літак мав діяти далеко від свої баз, то він мав мати серйозне захисне озброєння. Інші параметри не обумовлювались.
Розробка літака була доручена Арсеналу флоту Хіро, який мав найбільше досвіду з розробкою великих суцільно-металевих літаків, проєкт очолив Джун Окамура. Проєкт отримав назву «Спеціальний штурмовик Хірошо 7-Ші», або G2H1. Це був моноплан з фюзеляжем типу монокок, оснащений двома 18-ти циліндровими W-подібними двигунами Hiro Type 94 водяного охолодження потужністю 1180 к.с., які обертали чотирилопасні двигуни постійного кроку. Літак мав товсте крило великої довжини з діагональним силовим набором, оснащене закрилками типу Юнкерс. Літак мав двокілеве хвостове оперення схоже на оперення H3H. Однією з новинок в дизайні стала циліндрична турель внизу літака, яка могла ховатись в фюзеляж.
Двигуни Type 94 були найпотужнішими японськими двигунами того часу і вважалось, що з двома такими двигунами бомбардувальник буде відповідати характеристикам інших три і чотири двигуновим варіантам. Хоча G2H за розмірами майже відповідав H3H, він мав на 50 % більшу масу через внутрішнє обладнання і бомбове навантаження. На момент прийняття на озброєння літак став найбільшим наземним літаком флоту, поступаючись тільки важкому армійському бомбардувальнику Mitsubishi Ki-20.
Перший прототип був готовий 29 квітня 1933 року на арсеналі Хіро, після чого його морем переправили до Йокосуки. Перший політ відбувся в середині травня в присутності контрадмірала Ямамото Ісороку, який і запропонував ідею важких бомбардувальників в флоті. Пілотом став лейтенант Шіносуке Мунеюкі, і після одного демонстраційного прольоту для глядачів G2H відправили на випробування.
Хоча літак продемонстрував неймовірні для японських літаків льотні характеристики, недоліки теж були присутні, зокрема, вібрація хвостового оперення, недостатня жорсткість силового набору фюзеляжу, а також постійні проблеми з двигунами. Під час одного з випробувальних польотів один з прототипів внаслідок руйнування хвостового оперення впав у Токійську затоку, екіпаж загинув. Другий прототип був відправлений на доопрацювання. Вібрацію хвостового оперення вдалось ліквідувати, але проблеми з двигунами повністю так і не були вирішені. Випробування продовжувались весь 1935 рік, і у червні 1936 році флот прийняв літак на озброєння під назвою «Штурмовик наземного базування Тип 95»(яп. 九五式陸上攻撃機, Кюґо-шікі Рікуджьо: Коуґекі кі). В цей же час на озброєння був прийнятий Mitsubishi G3M («Штурмовик наземного базування Тип 96»), для уникнення плутанини з іменами G2H отримав прізвисько «Великий штурмовик» (яп. 大攻, Дай-ко), а G3M — «Середній штурмовик» (яп. 中攻, Чу-ко).
На той час літак G2H, хоча й все ще був найбільшим японським літаком, вже концептуально застарів. Тим не менше, флот замовив партію літаків G2H. На заводі Хіро було побудовано 6 машин, включаючи допрацьований прототип, ще 2 літаки були побудовані фірмою Mitsubishi. Але незабаром флот остаточно віддав перевагу G3M, а G2H був знятий з виробництва.

## Історія використання
Оскільки на момент прийняття на озброєння G2H вже був морально застарілим, він використовувався як навчальний для тренування екіпажів здійснювати дальні польоти над океаном. Але з початком японсько-китайської війни, флот, відчуваючи гостру потребу в літаках, відправив всі 8 машин G2H на аеродром на острові Чеджу. Під час перельоту в серпні 1937 року один літак зазнав аварії в затоці Саґамі, решта успішно дістались місця призначення де були включені в 1-ий змішаний авіазагін. 
Перший бомбардувальний виліт G2H відбувся 30 вересня 1937 року в район Шанхаю, пізніше було ще 8 успішних вильотів. Вони не стикались з китайськими винищувачами, але декілька літаків зазнали пошкоджень від вогню зенітної артилерії. 
24 жовтня 1937 року, під час підготовки до чергового нальоту, на одному з літаків G2H загорівся двигун. Полум'я швидко охопило заправлений та озброєний літак, внаслідок чого стався вибух боєкомплекту. Вогонь швидко перекинувся на сусідні машини. За декілька хвилин 4 літаки були повністю знищені, 5-й літак був сильно пошкоджений і відновленню не підлягав. Дві вцілілі машини були виведені з району бойових дій, їх подальша доля невідома.

## Тактико-технічні характеристики
Дані з Japanese Aircraft 1910—1941

### Технічні характеристики
- Екіпаж: 6-7 осіб
- Довжина: 20,15 м
- Висота: 6,28 м
- Розмах крил: 31,68 м
- Площа крил: 140,00 м²
- Маса пустого: 7567 кг
- Навантаження на крило: 78,5 кг/м²
- Маса спорядженого: 11 000 кг
- Двигуни: 2 × Hiro Type 94 W-18
- Потужність: 2 × 1 180 к. с.
- Питома потужність: 6,11 кг/к.с.
- Гвинти: чотирилопастні дерев'яні гвинти

### Льотні характеристики
- Максимальна швидкість: 245 км/год (на висоті 1000 м.)
- Крейсерська швидкість: 215 км/год
- Практична дальність: 1557 км
- Практична стеля: 5130 м
- Час набору висоти 3000 м.: 9 хв. 30 с.

### Озброєння
- Кулеметне:
  - 1-2 × 7,7 мм кулемети в носовій турелі
  - 2 × 7,7 мм кулемети в верхній турелі
  - 1 × 7,7 мм кулемети в нижній турелі
- Бомбове навантаження:
  - 6 × 250-кг бомб або
  - 4 × 400-кг бомби

## Виноски
1. ↑  На відміну від японської армії, флот позначав наземні бомбардувальники як штурмовики (яп. 攻撃機, Коуґекі кі), іронічно "справжніми" бомбардувальниками (яп. 爆撃機, Бакуґекі кі) вважались тільки палубні пікіруючі бомбардувальники (наприклад Aichi D1A).